# Архангельское кладбище
Архангельское кладбище — один из крупнейших некрополей современной Казани, расположенный в Приволжском районе города.

## История
Первоначально существовало как кладбище при Михайло-Архангельской церкви.
3 марта 1865 году официально принято в городское ведение.
Первым старостой городского Архангельского кладбища был избран и приведён к присяге мещанин Иван Федорович Самарцев.

На этом кладбище нет склепов и очень редки надгробия дореволюционной поры. Самое раннее надгробие, сохранившееся до наших дней, датируется 1844 г. Оно принадлежит фабричной рабочей Онисье Николаевне Толокновой (1799-1844) (См.  С.59). Его обнаружили сотрудники Института истории им. Ш. Марджани во время обследования кладбища в 2018 г.  На одном из дореволюционных надгробий находится высеченная на камне самая пространная в Казани — в 16 строк эпитафия. Находится она на основании креста на могиле молодого человека, утонувшего в 1909 г. в Волге у Верхнего Услона.— Лев Жаржевский. Казань. Прогулки по городу мёртвых

## Структура кладбища

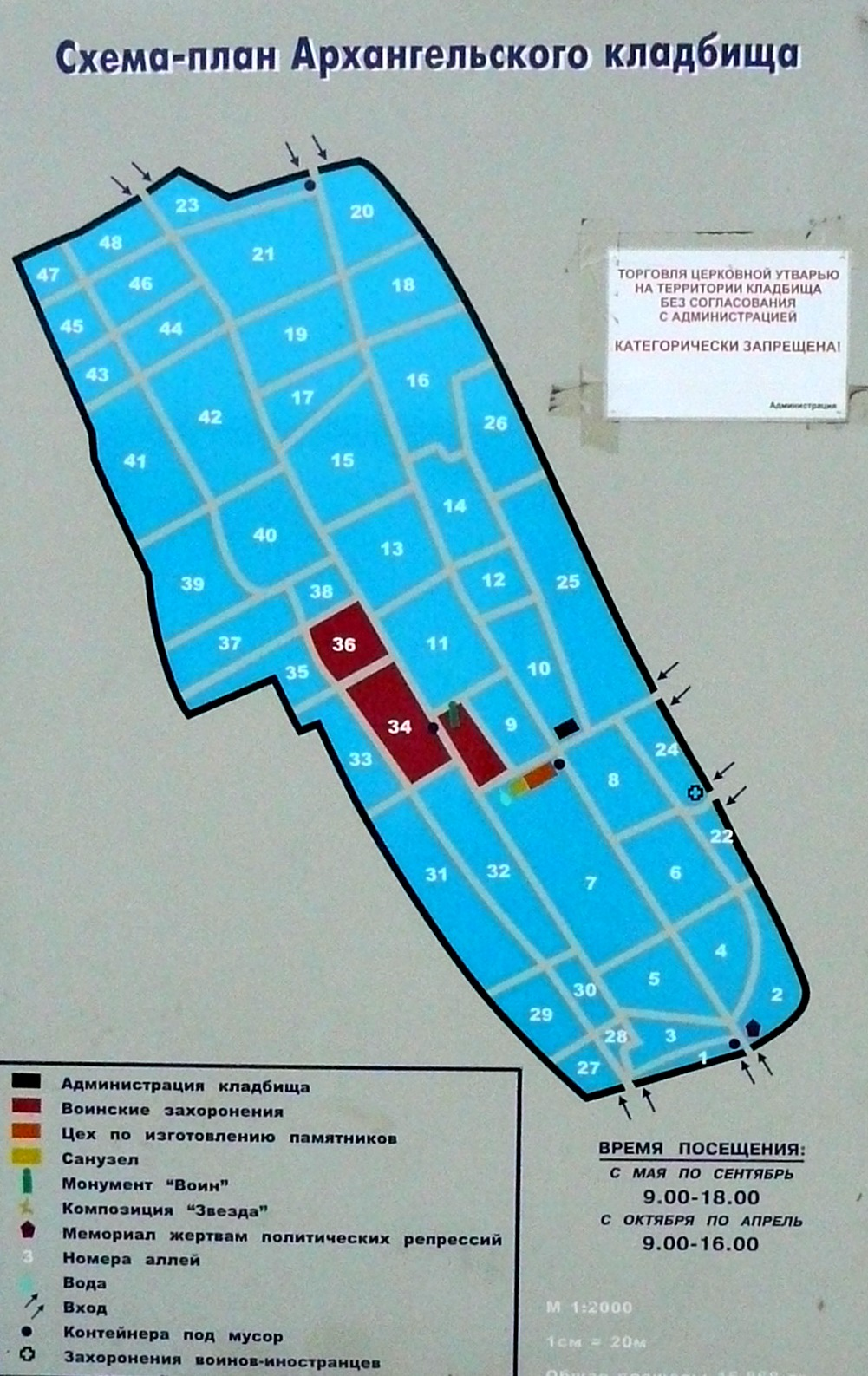
Схема-план Архангельского кладбища(фрагмент информационного щита) (2010 год)

Архангельское кладбище делится на 48 участков.
На нём располагаются:
• Часовня в честь Архистратига Михаила (православная).
• Воинские захоронения.
• Композиция «Звезда».
• Монумент «Воин».
• Мемориал жертвам политических репрессий.
• Захоронения воинов-иностранцев.
• Администрация кладбища.
• Цех по изготовлению памятников.
• Санузел и источник воды.

## Воинские захоронения

### Захоронения периода Первой мировой и гражданской войн

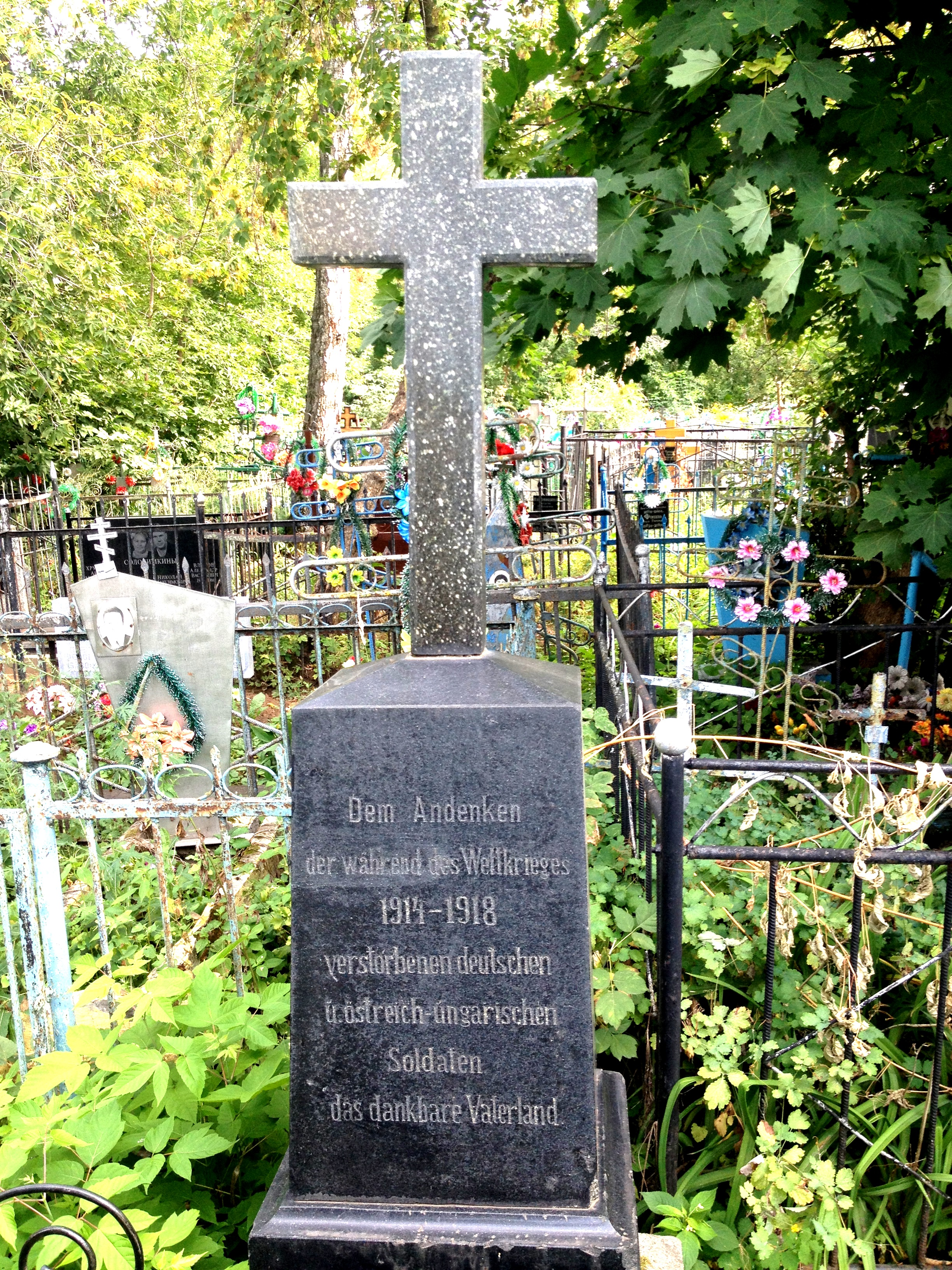
Памятник германским и австро-венгерским военнопленным

Известно, что на территории Архангельского кладбища в период Первой мировой войны производились захоронения военнослужащих германской и австро-венгерской армий, умерших в плену.
В центральной части некрополя сохранился памятник из чёрного камня в форме креста, в основании которого имеются надписи на немецком и русском языках: «Dem Andenken der während des Weltkrieges 1914 — 1918 verstorbenen deutschen u. östreich-ungarischen Soldaten das dankbare Vaterland. / Посвящено отечеством памяти умершихъ в г. Казани во время міровой войны германскихъ и австро-венгерскихъ солдатъ.»
Здесь же во время гражданской войны хоронили погибших большевиков.

### Захоронения периода Великой Отечественной войны
В центральной части Архангельского кладбища расположено воинское захоронение периода Великой Отечественной войны. В архивных документах госпиталей о погребениях воинов оно упоминается под названиями «Архангельское кладбище», «Воинское кладбище», «Братское кладбище», «кладбище № 1».
Здесь похоронены воины, умершие в разных эвакуационных госпиталях Казани, военнослужащие Казанского гарнизона и других воинских частей, пребывавших в городе в 1941 — 1945 годы.
По состоянию на 2009 год, на 456 могильных тумбах была увековечены имена 1645 похороненных, на двух стелах — 536 имен из несохранившихся могил. Также на кладбище имеются 10 братских могил, все безымянные.

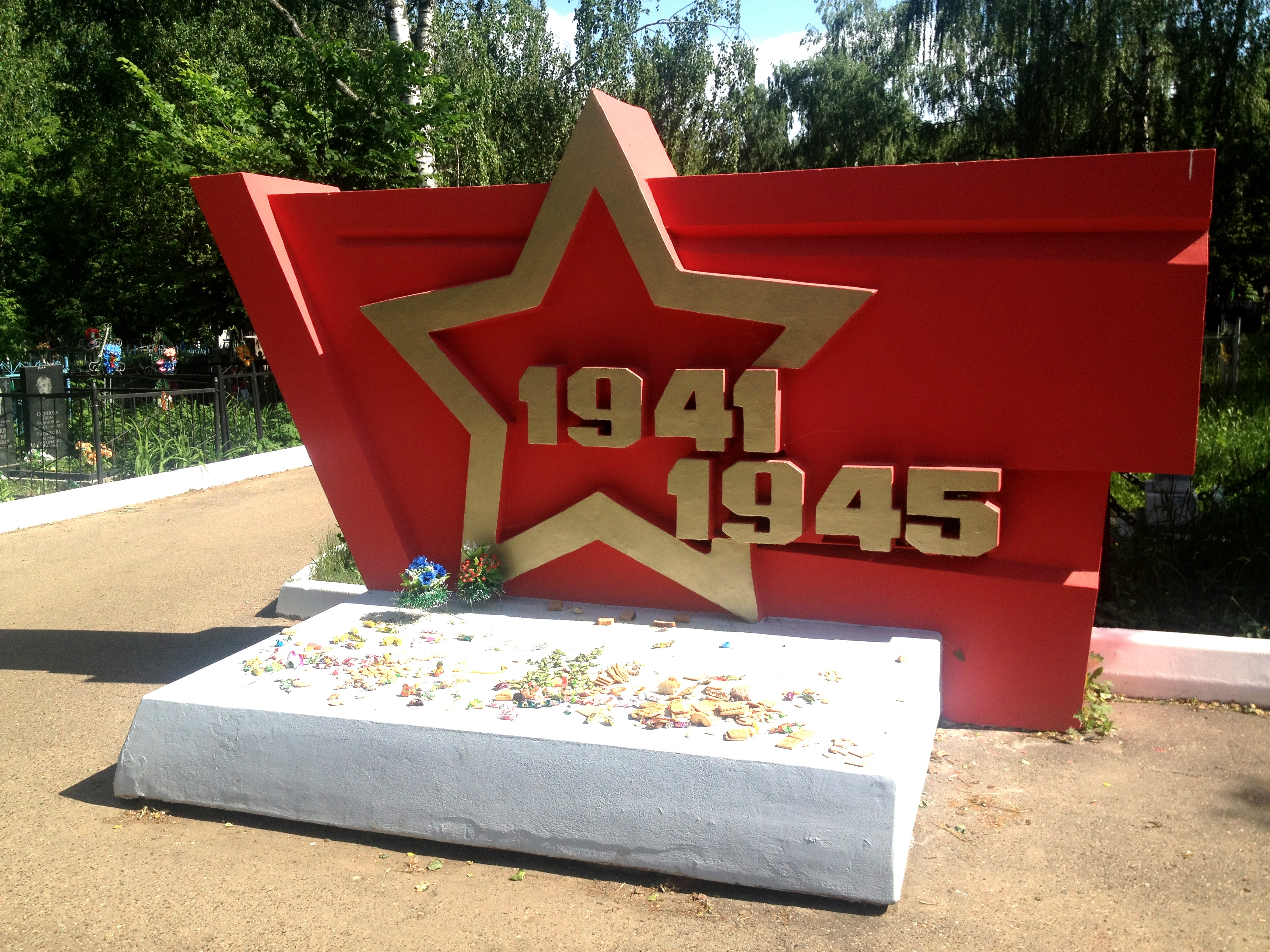
Композиция «Звезда»

На могилах установлены типовые тумбы из мраморной крошки, без оград, между тумбами газонное покрытие. Братские могилы обозначены могильными холмиками, бетонными бордюрами и тумбой с надписью «Братская могила».
У входа на участок установлена композиция «Звезда» с рельефной надписью «1941 — 1945», в середине — монумент «Воин» (памятник в виде скульптуры солдата на постаменте с траурным венком в руке). На трёх гранях постамента сделаны надписи: на правой и левой гранях — «Вечная память славным советским воинам, павшим в дни Великой Отечественной войны 1941 — 1945 гг. в борьбе за свободу и независимость нашей Родины». На лицевой грани — «Пускай ты умер! Но в песне смелых и сильных духом, Всегда ты будешь живым примером, Призывом гордым — к свободе, к свету! (М. Горький)».
Рядом со скульптурой солдата установлены две стелы, на которых выбит список похороненных на кладбище воинов.
На Архангельском кладбище имеется также участок захоронений воинов-иностранцев, на котором установлен памятный знак (камень) с высеченной на нём надписью: «На этом месте похоронены ВОИНЫ-ИНОСТРАНЦЫ умершие от ран в госпиталях города Казани». На могилах установлены типовые тумбы с именами умерших.

## Захоронения репрессированных в 1918 — 1940-х годах

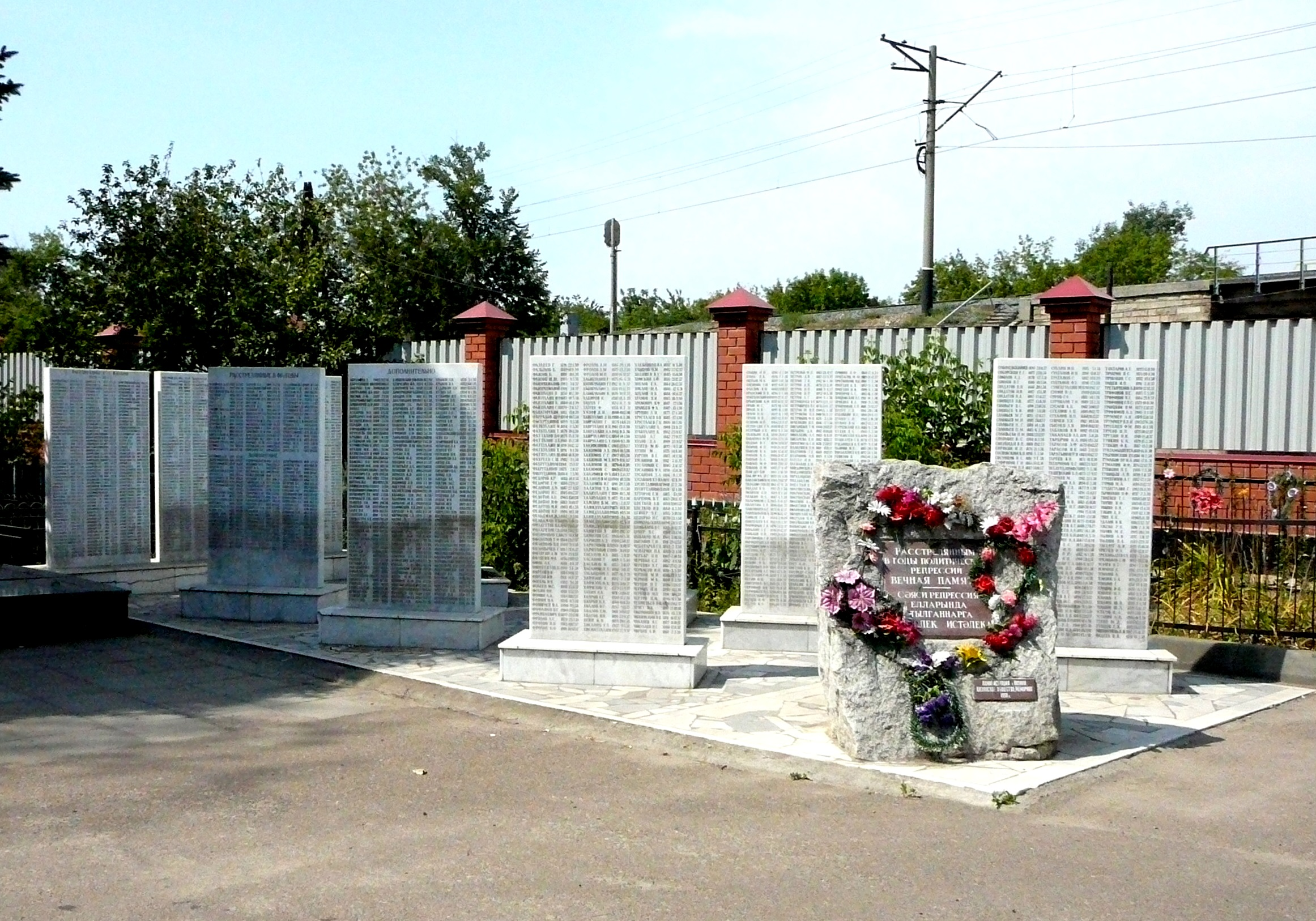
Мемориал жертвам политических репрессий

Архангельское кладбище служило одним из мест захоронения расстрелянных и умерших в тюрьмах Казани с 1918 по 1940-е годы. Точное число захороненных неизвестно.
У центрального входа на Архангельском кладбище 30 октября 1998 году, на свободном месте, по инициативе Казанского общества «Мемориал», Администрацией города Казани был открыт Мемориал жертвам политических репрессий, похороненным здесь в разное время в общих могилах.
Он включает в себя памятный знак (камень) с надписью на русском и татарском языках: «Расстрелянным в годы политических репрессий ВЕЧНАЯ ПАМЯТЬ / Сәяси репрессия елларында атылганнарга МӘҢГЕЛЕК ИСТӘЛЕК», а также десять мраморных стелл, с высеченными на них в алфавитном порядке именами похороненных здесь с 1929 по 1942 годы жертв политических репрессий (всего 2760 имён).

У Архангельского кладбища, как и у многих других, есть свои тайны. Чекисты, приводя в исполнение смертные приговоры своим политическим оппонентам, указали в одном из актов, что расстрелянные в Казани захоронены «на Дальнем кладбище». Как знать, не Архангельское ли это, тем более, что, по воспоминаниям А. Баратынской, труп расстрелянного А. Баратынского, поэта и внука известного поэта, чекисты позволили забрать «с ямок за Архангельским кладбищем». Известно также, что на этом кладбище, в средней его части, напротив разрушенного ныне питомника собак, хоронили заключенных.— Лев Жаржевский. Казань. Прогулки по городу мёртвых

## Часовня

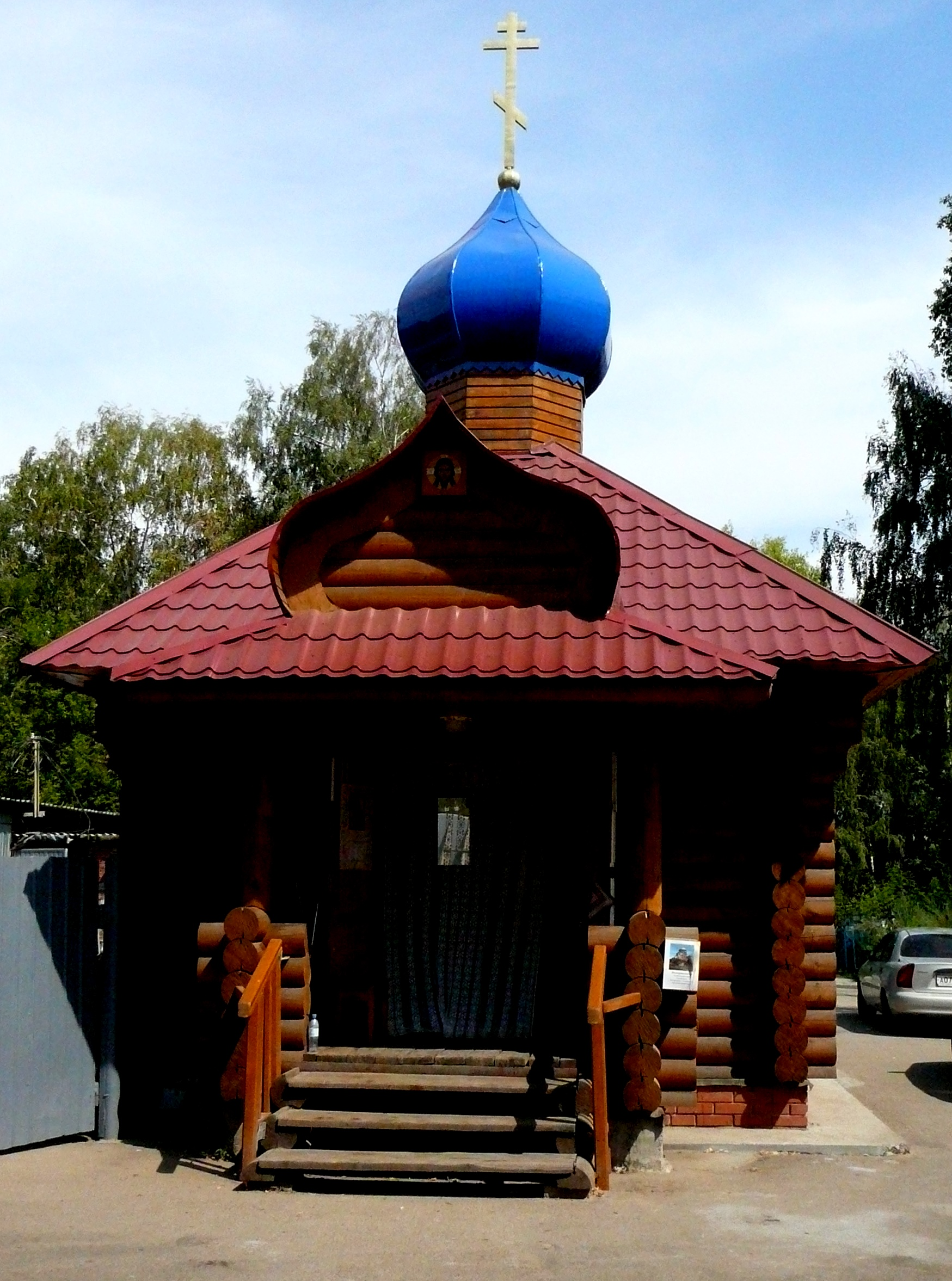
Часовня в честь Архистратига Михаила

В 2007 году на средства С. В. Золотова в центральной части Архангельского кладбища была построена часовня в честь Архистратига Михаила.
Богослужения совершаются ежедневно; часы работы часовни с 09.00 до 15.00.
Клир часовни составляют священнослужители Свято-Успенского Свияжского мужского монастыря. Пожертвования и денежные средства, вырученные от продажи свечей и совершаемых треб, направляются на возрождение этой обители.